# Вышкув
Вы́шкув (пол. Wyszków) — город в Польше, входит в Мазовецкое воеводство,  Вышкувский повят.  Имеет статус городско-сельской гмины. Занимает площадь 20,78 км². Население — 26 948 человек (на 2004 год).

## География
Город находится на востоке Польши на берегу реки Западный Буг, входит в состав Вышкувского повята Мазовецкого воеводства.

## История
Первые упоминания о деревне Вышкув относятся к 1203 году. Город был основан в 1502 году. В 1528 году был построен мост через Западный Буг, что ускорило развитие города.
В ходе Северной войны с 1655 по 1660 год город был разрушен.
19 мая 1870 года утратил статус города, вновь получив его 4 февраля 1919 года.
В 1897 году была построена железная дорога, что способствовало развитию промышленности.
До Второй мировой войны в городе была большая еврейская община, насчитывавшая примерно 9000 человек, которая была полностью уничтожена. 14 сентября 1997 года в городе был открыт памятник жертвам Холокоста.